# Temporada 1983-84 de los Detroit Pistons
La temporada 1983-84 fue la trigésimo sexta de los Pistons en la NBA, y la vigesimoséptima en su localización de Detroit, Míchigan. La temporada regular acabaron con 49 victorias y 33 derrotas, ocupando la cuarta posición de la Conferencia Este, clasificándose para los playoffs, donde cayeron en primera ronda ante los New York Knicks.

## Elecciones en elDraft
| Ronda | Puesto | Jugador      | Posición  | Nacionalidad   | Universidad   |
| ----- | ------ | ------------ | --------- | -------------- | ------------- |
| 1     | 8      | Antoine Carr | Ala-Pívot | Estados Unidos | Wichita State |
| 5     | 101    | Ken Austin   | Ala-Pívot | Estados Unidos | Rice          |

## Temporada regular
| División Central    | División Central | División Central | División Central | División Central | División Central | División Central | División Central | División Central |
| Equipo              | G                | P                | %                | PD               | Casa             | Fuera            | Div              |                  |
| ------------------- | ---------------- | ---------------- | ---------------- | ---------------- | ---------------- | ---------------- | ---------------- | ---------------- |
| y-Milwaukee Bucks   | 50               | 32               | .610             | –                | 30–11            | 20–21            | 19–10            |                  |
| x-Detroit Pistons   | 49               | 33               | .598             | 1                | 30–11            | 19–22            | 21–8             |                  |
| x-Atlanta Hawks     | 40               | 42               | .488             | 10               | 31–10            | 9–32             | 16–14            |                  |
| Cleveland Cavaliers | 28               | 54               | .341             | 22               | 23–18            | 5–36             | 11–19            |                  |
| Chicago Bulls       | 27               | 55               | .329             | 23               | 18–23            | 9–32             | 10–20            |                  |
| Indiana Pacers      | 26               | 56               | .317             | 24               | 20–21            | 6–35             | 12–18            |                  |

## Playoffs

### Primera ronda
Detroit Pistons vs. New York Knicks 
| Fecha       | Partido                                  | Ciudad     |
| ----------- | ---------------------------------------- | ---------- |
| 17 de abril | Detroit Pistons 93, New York Knicks 94   | Detroit    |
| 19 de abril | Detroit Pistons 113, New York Knicks 105 | Detroit    |
| 22 de abril | New York Knicks 120, Detroit Pistons 113 | Nueva York |
| 25 de abril | New York Knicks 112, Detroit Pistons 119 | Nueva York |
| 26 de abril | Detroit Pistons 123, New York Knicks 127 | Detroit    |
|             | New York Knicks gana las series 3-2      |            |

## Estadísticas
| Rk | Jugador          | Edad | P  | PT | MP   | TC  | TCI  | %TC  | T3  | T3I | %T3  | TL  | TLI | %TL  | RO  | RD  | RT   | AS   | RB  | TAP | BP  | FP  | PTS  |
| -- | ---------------- | ---- | -- | -- | ---- | --- | ---- | ---- | --- | --- | ---- | --- | --- | ---- | --- | --- | ---- | ---- | --- | --- | --- | --- | ---- |
| 1  | Isiah Thomas     | 22   | 82 | 82 | 36.7 | 8.2 | 17.7 | .462 | 0.3 | 0.8 | .338 | 4.7 | 6.5 | .733 | 1.3 | 2.7 | 4.0  | 11.1 | 2.5 | 0.4 | 3.7 | 4.0 | 21.3 |
| 2  | Bill Laimbeer    | 26   | 82 | 82 | 34.9 | 6.7 | 12.7 | .530 | 0.0 | 0.1 | .000 | 3.9 | 4.5 | .866 | 4.0 | 8.2 | 12.2 | 1.8  | 0.6 | 1.0 | 1.8 | 3.3 | 17.3 |
| 3  | Kelly Tripucka   | 24   | 76 | 75 | 32.8 | 7.8 | 17.1 | .459 | 0.0 | 0.2 | .118 | 5.6 | 6.9 | .815 | 1.6 | 2.5 | 4.0  | 3.0  | 0.9 | 0.2 | 2.5 | 2.5 | 21.3 |
| 4  | John Long        | 27   | 82 | 82 | 30.7 | 6.6 | 14.1 | .472 | 0.0 | 0.1 | .200 | 3.0 | 3.4 | .884 | 1.7 | 1.8 | 3.5  | 2.5  | 1.1 | 0.2 | 1.7 | 2.4 | 16.3 |
| 5  | Vinnie Johnson   | 27   | 82 | 0  | 23.3 | 5.2 | 11.0 | .473 | 0.0 | 0.2 | .211 | 2.5 | 3.4 | .753 | 1.6 | 1.3 | 2.9  | 3.3  | 0.5 | 0.2 | 1.6 | 2.4 | 13.0 |
| 6  | Cliff Levingston | 23   | 80 | 24 | 21.8 | 2.9 | 5.5  | .525 | 0.0 | 0.0 | .000 | 1.6 | 2.3 | .672 | 2.9 | 3.9 | 6.8  | 1.4  | 0.6 | 1.0 | 1.0 | 3.5 | 7.3  |
| 7  | Kent Benson      | 29   | 82 | 58 | 21.1 | 3.0 | 5.5  | .550 | 0.0 | 0.0 | .000 | 1.0 | 1.2 | .822 | 1.4 | 3.6 | 5.0  | 1.6  | 0.9 | 0.6 | 1.0 | 2.8 | 7.1  |
| 8  | Terry Tyler      | 27   | 82 | 7  | 19.5 | 3.8 | 8.4  | .453 | 0.0 | 0.2 | .154 | 1.1 | 1.6 | .712 | 1.3 | 2.2 | 3.5  | 0.9  | 0.8 | 0.7 | 1.0 | 1.8 | 8.8  |
| 9  | Earl Cureton     | 26   | 73 | 0  | 12.4 | 1.1 | 2.4  | .458 | 0.0 | 0.0 | .000 | 0.4 | 0.8 | .525 | 1.2 | 2.8 | 3.9  | 0.5  | 0.3 | 0.4 | 0.8 | 2.0 | 2.6  |
| 10 | Ray Tolbert      | 25   | 49 | 0  | 9.7  | 1.3 | 2.5  | .529 | 0.0 | 0.0 | .000 | 0.5 | 0.9 | .511 | 0.9 | 1.1 | 2.0  | 0.5  | 0.2 | 0.4 | 0.5 | 1.8 | 3.1  |
| 11 | Walker Russell   | 23   | 16 | 0  | 7.4  | 0.9 | 2.6  | .333 | 0.1 | 0.1 | .500 | 0.8 | 0.8 | .923 | 0.4 | 0.8 | 1.2  | 1.4  | 0.3 | 0.0 | 0.6 | 1.6 | 2.6  |
| 12 | Lionel Hollins   | 30   | 32 | 0  | 6.8  | 0.8 | 2.0  | .381 | 0.0 | 0.1 | .000 | 0.3 | 0.4 | .846 | 0.1 | 0.6 | 0.7  | 1.9  | 0.4 | 0.0 | 0.8 | 0.8 | 1.8  |
| 13 | David Thirdkill  | 23   | 46 | 0  | 6.3  | 0.7 | 1.6  | .431 | 0.0 | 0.0 | .000 | 0.3 | 0.7 | .484 | 0.2 | 0.5 | 0.7  | 0.6  | 0.2 | 0.1 | 0.4 | 1.0 | 1.7  |
| 14 | Ken Austin       | 22   | 7  | 0  | 4.0  | 0.9 | 1.9  | .462 | 0.0 | 0.0 |      | 0.0 | 0.0 |      | 0.3 | 0.1 | 0.4  | 0.1  | 0.1 | 0.1 | 0.4 | 1.0 | 1.7  |

## Galardones y récords
| Jugador        | Galardón                          |
| Isiah Thomas   | Mejor quinteto de la NBA All-Star |
| Bill Laimbeer  | All-Star                          |
| Kelly Tripucka | All-Star                          |